# Пристюк, Владимир Николаевич
Влади́мир Никола́евич Пристюк (укр. Володимир Миколайович Пристюк; род. 2 мая 1960, Антрацит, Луганская область) — глава Луганской областной администрации (10 ноября 2010 — 2 марта 2014).

## Биография
Родился 2 мая 1960 года в городе Антрацит Луганской области. Закончил Коммунарский горно-металлургический институт по специальности «промышленное и гражданское строительство».
Начал работать мастером в управлении «Доменстрой» треста «Комунарскстрой». С 1985 по 1987 год был первым секретарём Коммунарского горкома комсомола. С 1989 по 1990 год работал консультантом Дома политического образования Ворошиловградского обкома Компартии УССР, секретарём Ворошиловградского обкома комсомола.
С 1990 по 2001 год был генеральным директором 000 «Спутник — Луганск», АОЗТ «Дружба».
С 2001 по 2002 год — секретарь Луганского горсовета, исполняющий обязанности городского главы. В 2002 году баллотировался на пост городского главы Луганска, но проиграл Евгению Бурлаченко.
С 2002 по 2005 год — заместитель председателя Луганской облгосадминистрации. С 2005 года до 14 апреля 2006 года был Президентом Ассоциации предприятий малого и среднего бизнеса «Новое время». С 2006 года до 19 марта 2010 года был заместителем, потом первым заместителем губернатора Луганской области. Его выбирали депутатом Луганского горсовета (3-й созыв), депутатом Луганского областного совета 5 созыва. Учредил организацию «Наш дом — Луганск» и юношеский клуб «Спутник».
Член Партии регионов, кандидат экономических наук.
Был главой Луганской областной государственной администрации с 10 ноября 2010 по 2 марта 2014 года.
Женат, двое сыновей.

## Награды
Орден «За заслуги» ІІІ степени.